# وحدة إحصائية
في التحليل الإحصائي، تستخدم كلمة وحدة إحصائية (بالإنجليزية: Statistical unit)‏ للتعبير عن عضو واحد ضمن مجموعة من الكيانات التي تجري دراستها. هذه الوحدات هي مصدر للتجريد الرياضي لمتغير عشوائي. الوحدات قد تكون شخصا أو حيوانا أو نباتا أو موادا مصنعة تنتمي إلى مجموعة أكبر من هذه الوحدات التي تجري دراستها.
هذه الوحدات إما أن تكون وحدات تجريبية أو وحدات معاينة، وهذه الوحدات تسمى وحدات الرصد.

## الوحدات التجريبية
الوحدة التجريبية عادة ما تكون معادلة للوحدات الأخرى ضمن مجموعتها ثم تتعرض لعلاج أو تجربة معينة.

## وحدات المعاينة
وحدة المعاينة عادة من يتم اختيارها من جمهرة. هذا المصطلح عادة ما يستخدم في استطلاع الرأي ومسح أخذ العينات.

## انظرأيضا
- وحدة التحليل